# Tammiku (Vinni)
Tammiku – wieś w Estonii, w prowincji Virumaa Zachodnia, w gminie Vinni.